# Scream & Shout
„Scream & Shout“ је песма америчког певача will.i.am. Издата је 20. новембра 2012. године, као трећи сингл са албума „#willpower“. Песма је имала велики успех.